# Polizeiruf 110: Gefährliches Vertrauen
Gefährliches Vertrauen ist ein deutscher Kriminalfilm von Bodo Fürneisen im Auftrag des rbb aus dem Jahr 2007. Es ist die 285. Folge innerhalb der Filmreihe Polizeiruf 110 und der elfte Fall für Hauptmeister Horst Krause und der siebte Fall für seine Partnerin Johanna Herz.

## Handlung
Die Journalistin Clara Voigt, die über ein Bauprojekt in Brandenburg berichten will, wird auf einer Baustelle tot aufgefunden. Kriminalassistentin Katrin Schubert stellt einen Sturz aus großer Höhe fest. Bauleiter Wilfried Rausch, der sie als erster gefunden hat, kann sich nicht erklären, was die Frau hier zu suchen hatte.
Kommissarin Herz spricht mit dem Bauherrn Thomas Kotschek, der offen zugibt, im Visier der Presse zu stehen und als gewissenloser Investor verschrien zu sein. Er deutet illegale Absprachen zwischen dem Bauunternehmer Wilfried Rausch und dem Leiter des örtlichen Bauamts, Hans Regensberger, an, was sich Herz gern von Rausch bestätigen lassen will. Nur zögerlich räumt er gewisse Absprachen ein und so geht die Kommissarin davon aus, dass die Journalistin deshalb sterben musste. Rausch wird daraufhin in Untersuchungshaft genommen. Auch Bauamtsleiter Regensberger wird festgenommen, nachdem in dessen Garage der Personalausweis von Clara Voigt gefunden wird. Regensberger reagiert empört und beteuert, nichts mit dem Tod der Journalistin zu tun zu haben, den Ausweis müsse ihm jemand untergeschoben haben, um den Verdacht absichtlich auf ihn zu lenken.
Krause gelingt es, das Auto der Journalistin zu finden, das jemand am Bahnhof abgestellt hat. Die Überprüfung der Fingerabdrücke am Lenkrad schließt sowohl Rausch als auch Regensberger als Fahrer aus. So findet sich allmählich eine ganz neue Spur. Thomas Kotschek hat ein fragwürdiges Hobby: Per Internet-Annonce sucht er junge Mädchen, die Interesse zum Modeln haben. Unerwartet meldet sich ausgerechnet Krauses Nichte Laura auf diese Anzeige. Ihr Onkel ist absolut nicht begeistert von ihren Ambitionen und will es ihr verbieten. Kurzerhand reißt sie aus und flüchtet zu Kotschek, der sie auf einer seiner Baustellen versteckt. Dort entdeckt sie eine Videokamera mit den Aufnahmen des Absturzes der Journalistin. Sie hatte die Kamera laufen, weil sie Kotschek auf die Spur seiner pädophilen Machenschaften gekommen war. Als er sie dabei ertappte und von dem Gebäude stieß, lief die Kamera weiter. Erschrocken über diese Entdeckung will Laura fliehen, doch Kotschek verhindert dies und nimmt sie kurzerhand mit. Inzwischen hat Krause mit Hilfe seiner Schäferhündin Vera das Versteck von Laura gefunden, doch ist sie nicht mehr dort und weiter in Kotscheks Gewalt. Zusammen mit Kommissarin Herz verfolgt er die Flüchtigen. Nachdem es gelingt, Kotschek zu stellen, ist Laura weiter verschwunden. Entgegen allen Befürchtungen hat Kotschek ihr nichts getan und sie zu Hause abgesetzt, wo Krause seine Nichte wohlbehalten in die Arme schließen kann.

## Hintergrund
Gefährliches Vertrauen wurde am 3. Juni 2007 im Ersten zur Hauptsendezeit erstmals ausgestrahlt.

## Kritik
Tilmann P. Gangloff wertet bei tittelbach.tv anerkennend: „Regisseur Bodo Fürneisen, dem ‚Polizeiruf‘ und anderen Reihen seit langem treu verbunden, inszeniert auch diesen Krimi gewohnt unaufgeregt. Aber die Geschichte […] ist hübsch undurchsichtig, die Darsteller sind das Zuschauen allemal wert und die Nebenschauplätze interessant.“ Alles in allem: „Gut ausgedacht, unaufgeregt inszeniert und eindrucksvoll besetzt.“
Die Kritiker der Fernsehzeitschrift TV Spielfilm vergaben die bestmögliche Wertung (Daumen nach oben) und schrieben: „Viele Wendungen und leise Spannung“.